# Спурій Герміній Корітінезан Аквілін
Спурій Герміній Корітінезан Аквілін (лат. Spurius Herminius Coritinesanus Aquilinus, д/н — після 448 року до н. е.) — політичний, державний і військовий діяч Римської республіки, консул 448 року до н. е.

## Життєпис
Походив з патриціанського роду Гермініїв. Син Тіта Гермінія Аквіліна, консула 506 року до н. е. Про його молоді роки збереглося мало відомостей. 
У 448 році до н. е. його було обрано консулом разом з Тітом Віргінієм Трікостом Целіомонтаном. Належав до поміркованих патриціїв. Намагався зберегти внутрішній спокій у державі після володарювання колегії децемвірів. Під час каденції не відбувалося жодних протистоянь поміж патриціями та плебеями. 
З того часу про подальшу долю Спурія Гермінія Корітінезана Аквіліна згадок немає.